# Olga Rudge
Olga Rudge   (Youngstown, 13 d'abril de 1895 - Tirol del Sud, 15 de març de 1996) va ser una violinista concertista d'origen estatunidenc, ara recordada principalment com a companya durant molts anys del poeta Ezra Pound, amb qui va tenir una filla, Mary.
Violinista de concerts de renom internacional, les seves considerables habilitats i la seva reputació van ser finalment eclipsades per les del seu amant, a l'ombra del qual semblava satisfeta de romandre. A canvi, Pound li va ser més lleial, per no dir fidel, que a cap de les seves moltes altres amants. Va dedicar-li l'estrofa final del seu poema èpic The Cantos, en homenatge i agraïment pel seu valent i fidel suport durant els tretze anys que va estar internat en un hospital mental després d'haver estat acusat d'activitats traïdores contra els Estats Units i en suport del règim feixista de Benito Mussolini. També va defensar-lo de l'acusació d'antisemitisme. Durant els últims onze anys de la vida de Pound, en què el poeta va enfonsar-se en l'excentricitat i els silencis prolongats, Rudge va ser la seva devota companya, secretària i infermera.
Rudge va sobreviure a Pound vint-i-quatre anys, romanent a la petita casa de Venècia que havien compartit. Durant els últims anys de la seva vida, una relació com més va més difícil amb la seva única filla, Mary, va fer-la més vulnerable a l'atenció d'altres persones amb intencions ocultes, cosa que va provocar la trista situació descrita per John Berendt a The City of Falling Angels, en la qual Rudge no podia explicar com van arribar a la Universitat Yale els documents i les cartes de Pound que ella posseïa. La manca de salut la va obligar a abandonar la seva estimada Venècia i passar els darrers dies de la seva vida amb la seva filla. Rudge va morir un mes abans del seu 101è aniversari i va ser enterrada al costat de Pound al cementiri de l'illa de San Michele, a Venècia.

## Biografia
Olga Rudge era filla de J. Edgar Rudge, un inversor immobiliari, i de Julia Rudge (el seu cognom de soltera era O'Connell), una cantant professional. La seva mare, que volia seguir la carrera de cant, es va traslladar a Europa amb els seus tres fills quan Olga Rudge tenia deu anys; van viure primer a Londres i després a París. Rudge va ser educada en una escola de monges a Sherborne, en el comtat anglès de Dorset, abans d'estudiar a París amb el violinista Léon Carambât de l'Opéra-Comique.
El 1916, Rudge era una reconeguda violinista de concerts, que actuava en molts concerts per recaptar diners per al bàndol britànic i francès de la Primera Guerra Mundial. El seu germà, Arthur, va morir en combat el 1918. Al final de la guerra, el 1918, Rudge va començar la seva carrera com a violinista de concerts internacional, sota els auspicis del músic italià Ildebrando Pizzetti i la seva mecenes Katherine Dalliba-John. El 1918, Pizzetti i Rudge van fer una gira conjunta de concerts per Itàlia, interpretant música italiana moderna.

## Carrera
Rudge va conèixer el poeta Ezra Pound quan ell va escriure una crítica d'un concert que Rudge va oferir a la sala de concerts Aeolian Hall, de Londres, el novembre de 1920, en què admirava la «delicada fermesa del seu violí», tot i criticant el "cop de piano" de la seva acompanyant Renata Borgatti. Rudge, que va continuar la seva associació amb Borgatti i amb el seu interès per la música moderna italiana, va fer concerts amb Borgatti i Pizzetti a la Sala Bach de Roma el 1921 i de nou amb Borgatti a la Salle Pleyel de París, el 1922.
Una de les seves primeres trobades amb Pound va tenir lloc el 1923, a París, al saló de Natalie Barney. Pound va recordar més tard "la seva delicada i indiferent reserva". Aleshores, Pound desenvolupava els seus propis interessos musicals, componia una òpera i avançava en l'obra del compositor estatunidenc George Antheil. Antheil i Rudge gaudirien d'una llarga col·laboració professional que va començar en aquest període, en què també va començar la relació íntima de Rudge amb Pound. Rudge era ara una solista consolidada i d'èxit que vivia en un apartament de luxe a l'elegant Rive Droite de París. No tenia res a guanyar per una associació amb un poeta excèntric i bohemi com Pound, amb opinions i obres més pròpies de la Rive Gauche. Aquesta voluntat de rebel·lar-se contra les convencions i arriscar la seva reputació caracteritzaria la seva llarga relació amb Pound.
El desembre de 1923, Rudge i Antheil van oferir un concert a la Salle du Conservatoire que, a més d'obres de Mozart, Bach i Antheil, incloia Sujet pour violin d'Ezra Pound. Com aspirant a compositor, que la seva obra fos interpretada per un notable solista era exactament la publicitat que desitjava Pound. El 1924, Rudge i Antheil van interpretar Musique Americaine a la Salle Pleyel. Aquest concert també va incloure la Deuxieme Sonate de Pound i Antheil, dedicada a Rudge. A partir de 1923, les cartes de Pound a Rudge l'aconsellen sobre la seva carrera. Li va recomanar especialment que parés més atenció als seus mecenes (cosa que ell mateix mai va deixar de fer), i li va reprovar la seva falta d'interès pels comentaris de la premsa sobre els seus concerts.
El 1924, Pound i la seva dona, Dorothy Shakespear, s'havien traslladat de París a Rapallo (Itàlia). Rudge, en plena efervescència de la seva perdurable relació amorosa amb Pound, el va visitar diverses vegades. Des d'aleshores, sembla que Pound var dividir el seu temps per igual entre Rudge i la seva dona, una situació que es continuaria fins a la Segona Guerra Mundial. A la primavera de 1925, Rudge es va veure obligada a suspendre una gira de concerts prevista pels Estats Units, perquè estava embarassada de Pound. El 9 de juliol de 1925, va néixer la seva filla Mary a l'hospital local de la ciutat de Brixen, a la província italiana del Tirol del Sud. Per tal d'evitar l'estigma que tindria un fill il·legítim en la seva carrera, Rudge va pagar perquè Mary fos atesa per una família camperola a Gais, un poble sud-tirolès de parla alemanya d'Itàlia.
No es va preocupar pel possible estigma de ser l'amant d'un home casat i la seva relació amb Pound no va tenir aturador. Va reprendre la seva carrera amb un concert a la Salle Pleyel el 1926, on va tocar a l'estrena de la nova òpera de Pound, Le Testament de Villon. La seva relació professional amb Antheil va continuar amb concerts per capitals europees, i en aquella època va començar a especialitzar-se en les obres de Mozart. Ara era una de les violinistes solistes més famoses de l'època, que tocava per als caps d'Estat i els líders polítics d'Europa.
El 1928, el pare de Rudge li va comprar una petita casa a Venècia. Anomenada «El niu amagat», seria la seva llar veneciana durant la resta de la seva vida. Allà, va començar a desenvolupar els seus instints materns, portant-hi la seva filla Mary en visites ocasionals. Va ser l'inici d'una relació difícil i complexa entre mare i filla. L'existència de Mary era un secret molt guardat: el mateix Pound no ho va revelar ni al seu propi pare fins al 1930. Pound es quedava sovint amb Rudge quan la seva filla visitava Venècia. Tanmateix, la parella sovint tenia moltes ganes d'estar sols junts, de manera que Rudge va llogar una casa de Rapallo a prop de la de Pound i la seva dona, on la parella va poder dur a terme la seva aventura sense obstacles per part de la dona i els fills (Pound tenia un fillastre, Omar, que era fill de la seva esposa i de pare desconegut, suposadament egipci).
La depressió mundial de la dècada de 1930 va afectar totes les indústries, inclosa la indústria musical. La majoria de mecenes i persones que assistien a concerts, i també els intèrprets, ara sovint tenien dificultats econòmiques. Per poder cobrir les seves necessitats, Rudge va treballar el 1933 com a secretària de l'Accademia Musicale de Siena, coneguda com Accademia Chigiana. També va aconseguir continuar la seva carrera musical, actuant en el programa anual dels Concerts Tigulliani que Pound organitzava a Rapallo. En aquell època, Rudge i Pound van ser figures clau en la recuperació d'Antonio Vivaldi. El programa de 1936 dels Concerts Tigulliani es va dedicar a Vivaldi, especialment a les seves obres menys conegudes. Per preparar-se per a aquests concerts, Rudge va estudiar moltes de les partitures originals de Vivialdi conservades a Torí. Va intentar organitzar una Societat Vivaldi a Venècia, sense èxit. El 1938 va fundar el Centre d'Estudis Vivaldians a l 'Accademia Chigiana, dedicat a l'obra de Vivaldi.
Rudge i Pound eren lectors entusiastes de novel·la negra: aquesta era l'època d'Agatha Christie, que va guanyar molts diners amb els seus llibres. Cercant de fer el mateix, Pound i Rudge van començar a escriure una novel·la policíaca, que mai ban acabar; van titular-la El vessament blau, se centrava en les aventures d'un detectiu de Surrey. Els anys que precediren la Segona Guerra Mundial, Rudge limitava els seus viatges fora d'Itàlia,i va tocar a Londres per última vegada el 1935. En aquell moment, Pound era partidari de Mussolini i havia començat a emetre les seves opinions a Ràdio Roma, amb el suport de Rudge. El 1941 van pensar a tornar als Estats Units mentre durés la guerra. Pound finalment va decidir no fer-ho i van romandre a Itàlia durant tota la guerra. Haver fallat, en un moment crucial, en declarar lleialtat al seu país natal quan estava en guerra, el va perseguir des del final de la guerra fins al final de la seva vida. Pel que fa a Rudge, va haver de conviure amb la sospita que era l'amant d'un traïdor del seu país.

## Anys de guerra
Els anys de guerra van ser difícils per a la parella. Després que els Estats Units entressin en la guerra, Pound i la seva dona Dorothy es van convertir en estrangers enemics a Itàlia, una situació irònica tenint en compte el suport de Pound a Mussolini. La seva casa a Rapallo va ser confiscada el 1943 i la parella no va tenir més remei que instal·lar-se a casa de Rudge. Així, el ménage à trois que durant tant de temps havia estat una qüestió d'especulació pública es va fer realitat. Rudge va enviar la seva filla a Gais per viure amb la família que l'havia criat, i per poder mantenir els Pound i la seva filla, feia classes de llengua. Va ser una època molt difícil per al trio: les dues dones adoraven Pound, però s'odiaven mútuament. L'esposa de Pound va escriure més tard que «l'odi i la tensió impregnaven la casa».
Després de la invasió dels Estats Units a Itàlia el 1945, Pound va ser arrestat com a traïdor i va estar retingut en una gàbia oberta a Pisa durant vint-i-cinc dies. A causa del seu suport als feixistes i dels programes a la ràdio de Roma var ser acusat de traïció. Rudge també va ser arrestada. Després d'interrogar-la van alliberar-la, però no se li va permetre mantenir correspondència amb el seu amant fins uns quants mesos després. Se sap que ella i l'esposa de Pound el van visitat una vegada durant la seva detenció.
Tot i sense la companyia de Pound, al final de la guerra la situació de Rudge va millorar quan li van retornar la seva casa veneciana confiscada. Per evitar un judici per traïció, ell va ser declarat boig i internat en un manicomi a Washington, DC, on va romandre durant dotze anys. Ella va començar la pesada tasca d'intentar assegurar la seva llibertat. Va utilitzar amics i els seus nombrosos contactes en el món literari per presentar una petició que acredités el seu caràcter i que, entre altres coses, mai no havia estat membre del Partit Feixista Italià. Una de les seves idees era que Pound fos alliberat per viure en un monestir americà, però totes les seves súpliques van caure en oïdes sordes. En les seves cartes, Pound intentava dissuadir Rudge de visitar-lo, però ella va viatjar als EStats Units per visitar-lo dues vegades, el 1952 i el 1955. Aleshores, Pound a més de rebre visites de la seva dona, també en rebia d'altres amants. Després de la visita de Rudge de 1955, les seves cartes es van tornar més fredes i impersonals i poques vegades es van comunicar del 1955 al 1959.
Aquesta fredor entre el 1955 i el 1959 és l'únic indici que a Rudge segurament li molestava que Pound tingués altres amigues, però se sap poc de les seves opinions sobre les «altres dones» de Pound. No tenia més remei que tolerar l'existència de la seva esposa. Una altra dona, Marcella Spann, professora d'anglès, va començar a escriure a Pound quan ell era al manicomi i després va començar a visitar-lo. Després del seu alliberament, Spann va acompanyar Pound i la seva esposa a Itàlia, fent de secretària d'ell. Se suposa que Pound se li va declarar (tot i que ja estava casat), però Dorothy va convidar Spann a fer les maletes. Tot i això, Spann i Pound van editar conjuntament el volum de 1964 Confucius to Cummings: An Anthology of Poetry.

## Venècia i Pound
El 1958, Pound va ser declarat incapaç de ser jutjat. Se li va retirar els drets de ciutadania estatunidenca i va ser donat d'alta del manicomi amb la condició que tornés a Europa. Amb la seva dona, que també era la seva custòdia legal, va tornar ràpidament a Itàlia. La parella va estar-se amb la filla de Rudge i de Pound, Mary, que s'havia casat amb Boris de Rachewiltz i vivien al castell de Brunnenberg al Tirol. Pound estava malalt i va passar un any al sanatori Martinsbrunn de Merano. Se suposa que durant la seva estada al manicomi dels Estats Units el van tractar amb psicòtrops que van alterar-li la ment i li van canviar la personalitat permanentment, per a pitjor. A principis de 1962, «deprimit i malalt, Pound va optar per posar-se en mans d'Olga». Durant la resta de la seva vida va viure amb ella, una part de l'any a Venècia, i una part a Rapallo.
Els darrers onze anys de la vida de Pound es van accentuar les seves excentricitats, com ara una promesa auto-imposada de gairebé silenci, que Rudge va suportar mentre organitzava completament la seva vida i treballava de secretària. Molts acadèmics i estudiants buscaven Pound i arribaven fins a la casa on vivia amb Rudge. Ella va idear una prova per distingir els qui tenine realment interès per l'obra de Pound dels merament curiosos. Demanava a qui volia visitar Pound que recités una línia d'una de les seves obres; només als qui eren capaços de fer-ho els permetia visitar-lo. Per a Rudge, la vida amb Pound no era fàcil; tot i així, la seva creença en ell era absoluta.
Per primera vegada, Rudge tenia Pound completament per a ella sola, ja que la seva esposa es va retirar del triangle i durant els últims quatre anys de la vida d'ell només el va visitar dues vegades. Rudge i Pound poques vegades deixaven la seva casa de Venècia o de Rapallo; no obstant això, el 1965 van viatjar a Londres per assistir al funeral de T.S. Eliot i el 1969 van anar als Estats Units. Immediatament després de la celebració del seu vuitanta-setè aniversari, Pound va ingressar a l'hospital i va morir l'1 de novembre de 1972, agafat de la mà de Rudge. Va ser enterrat en el cementiri de l'Isola di San Michele, a Venècia. Després de la mort de Pound, Rudge va adquirir un gran arxiu dels seus papers i objectes personals. Dorothy Pound va morir l'any següent.

## Sola a Venècia
Rudge tenia setenta-vuit anys quan va morir Pound, el començament de la fase final de la seva vida. Es va convertir en una de les celebritats residents a Venècia, enginyosa, intel·ligent i culta. Va formar part de comitès que organitzaven moltes activitats benèfiques i gales de la ciutat. Va ser una convidada essencial a les profuses reunions de la dolce vita de la ciutat, però seguia vivint la mateixa caseta que havia compartit amb Pound. Animava els joves que aspiraven a ser poetes i artistes, i sovint els oferia l'ús gratuït de la planta superior de casa seva a canvi d'un petit quadre o poema dedicat. Quan, sovint, li demanaven que escrivís una autobiografia, sempre responia «escriu sobre Pound». Difondre l'obra de Pound i defensar la seva reputació contra les acusacions d'antisemitisme i feixisme van convertir-se en la seva raó de ser.
La relació de Rudge amb la seva filla Mary sempre havia estat complexa: de fet, quan havia de néixer, desitjava que fos un nen. Va deixar la nena, encara nadó, amb la família camperola del Tirol, i anys més tard se sorprenia que fos «una nena camperola que parla dialecte». Va intentar corregir aquesta situació i quan la nena tenia deu anys se la va endur a viure amb ella. Li va organitzar classes d'elocució, d'urbanitat i de música que van tenir una oposició ferotge; quan li va regalar un violí, la nena el va esclafar contra un galliner. En resum, la seva filla la trobava distant, impenetrable i autoritària. La seva relació amb el seu pare era millor. No va saber que era filla il·legitima fins ben avançada l'adolescència. Pound va demanar a la seva filla que traduís la seva obra èpica The Cantos a l'italià. Aquest havia de ser el començament d'una passió i estudi de tota la vida de l'obra de Pound, i anys més tard es referia a The Cantos com «la meva bíblia».
El 1971 la filla de Rudge i Pound va escriure la seva autobiografia Discretions (el títol era un joc de paraules sobre l'autobiografia de Pound, Indiscretions). Algunes revelacions del llibre van ferir profundament Rudge i durant uns quants anys no es van comunicar, tot i que Rudge va mantenir el contacte regular amb els nets, els fills de Mary, Walter de Rachewiltz i Patrizia de Rachewiltz de Vroom. Més endavant, mare i filla van superar el seu distanciament. Rudge va haver de dependre d'amics i coneguts per a les necessitats de la vida. Els últims anys, la seva memòria va començar a fallar.
Fundació Ezra Pound
Rudge sempre va tenir la intenció de crear una fundació d'alguns tipus per allotjar els arxius de Pound, però aquesta ho va anara diferint, mentre continuava ajudant els estudiosos de la seva obra i organitzant diverses exposicions dedicades a ell. El 1986, Rudge juntament amb una amiga estatunidenca, Jane Rylands, i un advocat de Cleveland (Ohio), van crear la Fundació Ezra Pound. Va vendre la major part del seu arxiu i la seva casa a la Fundació per un import aproximat de set mil dòlars. Després de l'establiment de la Fundació, la família de Rudge va al·legar que aquesta no havia estat la seva intenció i que la casa i l'arxiu valien molt més. Part del problema era que, als 91 anys, Rudge s'estava oblidant de les coses que havia acordat.
L'abril de 1988, va escriure a l'advocat de Cleveland informant-li del seu desig de dissoldre la Fundació. L'advocat va respondre-li resposta li va dir que aquesta petició no estava dins la llei. Els documents es van dipositar posteriorment a la Biblioteca Beinecke de llibres rars i manuscrits, de la Universitat Yale, on es conserven des d'aleshores, i la Fundació Ezra Pound es va dissoldre. Una caixa de documents sobre la transferència de l'arxiu de la Fundació Ezra Pound no es poden consultar.
Els darrers anys
En el moment de la creació de la Fundació Ezra Pound, els amics de Rudge es preocupaven cada vegada més per ella. L'escultora Joan Fitzgerald va contactar amb la filla de Rudge i el gendre i net de Rudge van anar immediatament a Venècia. Van trobar que la propietat de la seva casa «El niu amagat» encara no s'havia transmès a la Fundació i van poder recuperar-la, però l'arxiu, que contenia cartes no només de Pound, sinó d'altres grans figures literàries de l'època, ja no li pertanyien. Rudge va continuar per poc temps en aquella casa; la seva edat i estat de salut malmès la van obligar a deixar Venècia i anar a viure amb la seva filla al castell de Brunnenburg. La seva família, la seva filla, dos néts i quatre besnéts, la van cuidar i tenir a casa seva fins que va morir, a l'edat de 100 anys, el 15 de març de 1996.

Va ser enterrada amb Pound a Venècia. Joan Fitzgerald, amiga íntima de la parella, va gravar a les seves làpides senzilles els versos d'un poema de Pound: 
| « | Oh Déu, quina gran bondat hem fet en temps passats i l'hem oblidat, que ens has fet aquesta meravella, oh Déu de les aigües? Lletania nocturna | » |

 Un epitafi alternatiu a Rudge podria haver estat el que va escriure Pound el 1966 i que es pretenia situar al final del cant final:
| «                   | (anglès) That her acts Olga's acts of beauty be remembered. Her name was courage and is written Olga. | (català) Que els seus actes els actes de bellesa de l'Olga siguin recordats. El seu nom era coratge i està escrit Olga. | » |
| — Ezra Pound (1966) | | |   |

## Llegat
Rudge estava molt orgullosa d'haver estat sempre econòmicament independent de Pound i va continuar la seva carrera com a violinista de concerts fins a la Segona Guerra Mundial. A la seva defensa de les obres de Vivaldi, que va moure-la a publicar un catàleg de les seves obres i un article al Grove Dictionary of Music, es deu en bona part la popularitat actual d'aquest compositor del Barroc. Va descobrir i va donar a conèixer 309 concerts de Vivaldi que havien estat perduts o oblidats. Tanmateix, avui dia se la recorda més com a musa, companya i defensora de Pound. El llibre d'Anne Conover, Olga Rudge and Ezra Pound (2001), és un dels pocs que reconeix el propi mèrit de Rudge, a més del seu paper de musa d'Ezra Pound. Poc abans de la seva mort, Pound va escriure sobre Rudge:
| « | Hi ha més coratge al dit menut d'Olga que a tota la meva carcassa [..] em va mantenir viu durant deu anys, cosa que ningú no li agrairà. La història real no s'explicarà fins que no es conegui la seva versió. | » |